# Smarhonski rajon
Smarhonski rajon (vitryska: Смаргонскі раён, ryska: Сморгонский район) är ett distrikt i Belarus. Det ligger i voblasten Hrodna voblast, i den nordvästra delen av landet, 100 km nordväst om huvudstaden Minsk.